# HD 11613
HD 11613 — оранжевая звезда, находящаяся в созвездии Андромеда на расстоянии приблизительно 465,34 св. лет от Земли. По состоянию на 2007 год, радиус звезды оценивается в 7,95 солнечного радиуса. Исходя из положительной радиальной скорости, звезда удаляется от Солнца. Планет у HD 11613 обнаружено не было. Звезда видима невооружённым глазом на ночном небе.